# 巨人安德烈

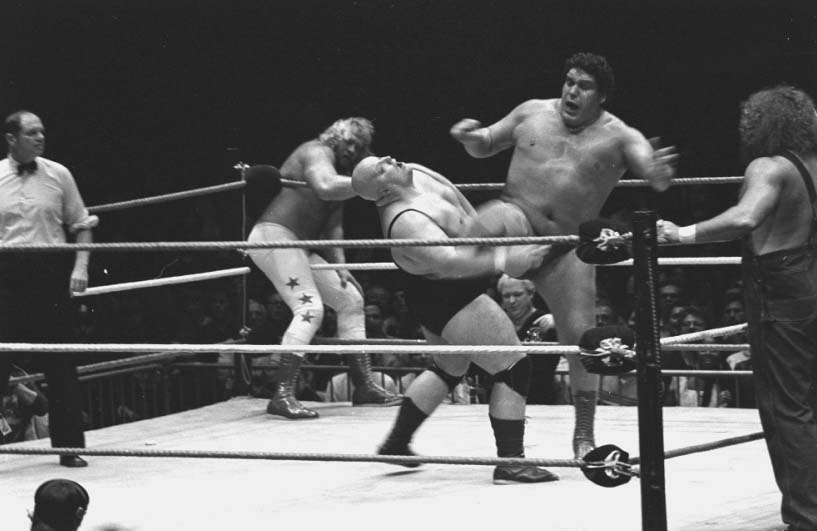
安德烈（右二）與金鋼邦迪（King Kong Bundy）交戰中

安德烈·勒內·魯西莫夫（法語：André René Roussimoff，法語發音：[ɑ̃dʁe ʁəne ʁusimɔf]；1946年5月19日—1993年1月27日），通常被稱為巨人安德烈（André the Giant），是世界摔角娛樂（WWE）旗下已故的法國職業摔角選手、演員。他因在電影《公主新娘》中出演巨人菲齐克（Fezzik）一角而為人所熟知。他患有肢端肥大症，因而體型巨大，被稱為“世界第八大奇跡”。
在巨人安德烈的職業生涯中，安德烈曾獲得一次WWF冠軍與一次WWF世界雙打冠軍。1993年，他成為入選世界摔角聯盟名人堂的第一人，但不久後去世。